# Irene Eisenhut
Irene Eisenhut (* 1974 in Lilienfeld, Niederösterreich) ist eine österreichische Politikerin (FPÖ). Sie ist seit 24. Oktober 2024 Abgeordnete zum Nationalrat.

## Leben
Irene Eisenhut ist verheiratet und hat ein Kind.

### Ausbildung und Beruf
Nach der Pflichtschulausbildung machte sie von 1991 bis 1993 eine Lehre als Bürokauffrau, seit 1993 ist sie Polizistin. 2023 machte sie den Diplomlehrgang Change Management am Berufsförderungsinstitut und schloss diesen mit der Matura ab.

### Politik und Funktionen
Irene Eisenhut wurde 1993 Personalvertreterin der Landespolizeidienststelle Niederösterreich und 2014 Landessektionsvorsitzende für Niederösterreich bei der Aktionsgemeinschaft Unabhängiger und Freiheitlicher (AUF-Polizei). Seit 2019 ist sie Mitglied des Finanzausschusses der FPÖ Niederösterreich und seit 2023 Vorsitzende des Bundesvorstands der Freien Gewerkschaft Österreichs (FPÖ). Im Jahr 2024 wurde sie Abgeordnete zum Nationalrat.